# Деремезянка
Деремезянка — річка в Україні у Обухівському районі Київської області. Ліва притока річки Красної (басейн Дніпра).

## Опис
Довжина річки 18 км, похил річки 2,8 м/км площа басейну водозбору 63,5 км², найкоротша відстань між витоком і гирлом — 11,28 км, коефіцієнт звивистості річки — 1,60. Формується багатьма струмками та загатами.

## Розташування
Бере початок на південно-східній стороні від села Шевченкове. Спочатку тече переважно на південний захід через села Ленди, Степок, Деремезну. Далі тече переважно на південний схід і в селі Перегонівка впадає в річку Красну, праву притоку річки Дніпра.

## Цікаві факти
- На річці є водокачка та декілька газових свердловин[4].